# Santa Ana, Atlántida
Santa Ana är en ort i Honduras.   Den ligger i departementet Atlántida, i den centrala delen av landet, 170 km norr om huvudstaden Tegucigalpa. Santa Ana ligger 25 meter över havet och antalet invånare är 3 579.
Terrängen runt Santa Ana är varierad. Runt Santa Ana är det ganska glesbefolkat, med 23 invånare per kvadratkilometer. Närmaste större samhälle är San Juan Pueblo, 19,3 km väster om Santa Ana. 